# Юра
| Юра преди 199.6–145.5 милиона години ПреК К О С Д К П Т Ю К Пг Н |                                               |
| Средно атмосферно съдържание на O2 през периода                  | ca. 26 Vol % (130 % от съвр. ниво)            |
| Средно атмосферно съдържание на CO2 през периода                 | ca. 1950 ppm (7 пъти прединдустриалното ниво) |
| Средната температура на повърхността през периода                | ca. 16.5 °C (3 °C над съвр. ниво)             |

| Еон                         | Ера Продължителност    | Период                 | Начало в млн. г. |
| --------------------------- | ---------------------- | ---------------------- | ---------------- |
| Фанерозой                   |                        |                        |                  |
| Неозой 65,5 млн. г.         | Кватернер              | 2,588                  |                  |
| Неозой 65,5 млн. г.         | Неоген                 | 23,03                  |                  |
| Неозой 65,5 млн. г.         | Палеоген               | 65,5                   |                  |
| Мезозой 185,5 млн. г.       | Креда                  | 145,5                  |                  |
| Мезозой 185,5 млн. г.       | Юра                    | 199,6                  |                  |
| Мезозой 185,5 млн. г.       | Триас                  | 251                    |                  |
| Палеозой 291 млн. г.        | Перм                   | 299                    |                  |
| Палеозой 291 млн. г.        | Карбон                 | 359,2                  |                  |
| Палеозой 291 млн. г.        | Девон                  | 416                    |                  |
| Палеозой 291 млн. г.        | Силур                  | 443,7                  |                  |
| Палеозой 291 млн. г.        | Ордовик                | 488,3                  |                  |
| Палеозой 291 млн. г.        | Камбрий                | 542                    |                  |
| Протерозой                  |                        |                        |                  |
| Неопротерозой 458 млн. г.   | Едиакарий              | 630                    |                  |
| Неопротерозой 458 млн. г.   | Криоген                | 850                    |                  |
| Неопротерозой 458 млн. г.   | Тоний                  | 1 000                  |                  |
| Мезопротерозой 600 млн. г.  | Стений                 | 1 200                  |                  |
| Мезопротерозой 600 млн. г.  | Ектасий                | 1 400                  |                  |
| Мезопротерозой 600 млн. г.  | Калимий                | 1 600                  |                  |
| Палеопротерозой 900 млн. г. | Статерий               | 1 800                  |                  |
| Палеопротерозой 900 млн. г. | Орозирий               | 2 050                  |                  |
| Палеопротерозой 900 млн. г. | Рясий                  | 2 300                  |                  |
| Палеопротерозой 900 млн. г. | Сидерий                | 2 500                  |                  |
| Архай                       | Неоархай 300 млн. г.   | Неоархай 300 млн. г.   | 2 800            |
| Архай                       | Мезоархай 400 млн. г.  | Мезоархай 400 млн. г.  | 3 200            |
| Архай                       | Палеоархай 400 млн. г. | Палеоархай 400 млн. г. | 3 600            |
| Архай                       | Еоархай                | Еоархай                | 4 000            |
| Хадей                       | Хадей                  | Хадей                  | 4 540            |

 Тази статия е за геоложкия период.  За други значения вижте Юра (пояснение).  
Юра е вторият период от ерата на динозаврите (мезозойската ера). Започва преди около 200 милиона години, завършва преди около 145,5 млн. г. и продължава около 55 млн.г. Названието на периода произхожда от наименованието на планината Юра във Франция и Швейцария.

## Историческа справка и периодизация
За първи път юрски фосили са открити в седиментните скали в планината Юра, на границата между Франция и Швейцария, през 1829 г. от френския геолог Александър Броняр (1770 – 1829), който съставя и първите стратиграфски деления на периода на отдели (серии) и етажи. През 1839 г. немският геолог Кристиан Леополд фон Бух предлага юрския период да се раздели на три части – долна, средна и горна юра. Основна роля при формираните на етажите изиграват изследванията на френския геолог Алсид д'Орбини през 1842 – 52, който използва подразделенията, установени в различни райони на Западна Европа и на немския геолог Алберт Опел (1831 – 1865) през 1856 – 58, съпоставил тези подразделения на основата на зоналните разчленения.
В България юрски скали се разкриват в Предбалкана, Стара планина, Средногорието, Странджа, Краището, а по сондажен път са установени и в Мизийската плоча.
| Период | Серия       | Етаж        | млн. години   |
| ------ | ----------- | ----------- | ------------- |
| Креда  | Долна Креда | Бериасий    | младши        |
| Юра    | Горна Юра   | Титоний     | 152,1 – 145   |
| Юра    | Горна Юра   | Кимеридгий  | 157,3 – 152,1 |
| Юра    | Горна Юра   | Оксфордий   | 163,5 – 157,3 |
| Юра    | Средна юра  | Каловий     | 166,1 – 163,5 |
| Юра    | Средна юра  | Батоний     | 168,3 – 166,1 |
| Юра    | Средна юра  | Байосий     | 170,3 – 168,3 |
| Юра    | Средна юра  | Аалений     | 174,1 – 170,3 |
| Юра    | Долна юра   | Тоархий     | 182,7 – 174,1 |
| Юра    | Долна юра   | Плиенсбахий | 190,8 – 182,7 |
| Юра    | Долна юра   | Синемурий   | 199,3 – 190,8 |
| Юра    | Долна юра   | Хетангий    | 201,3 – 199,3 |
| Триас  | Горен триас | Ретий       | старши        |

## Обща характеристика
Юрските седиментни скали са разпространени във всички континенти, както и по дъната на океаните. По своя състав и условия на формиране те са много разнообразни. Това са морски и континентални пясъчно-глинести пластове, впоследствие преобразувани в глинести и аспидни шисти (в геосинклиналните области), карбонатни скали (предимно варовици) и соленоносни пластове, а също вулканични скали, в т.ч. с подводен произход в западните части на Северна и Южна Америка, Източна Азия и в отделни участъци на Средиземноморския пояс.
Най-интензивни тектонски движения са станали в Тихоокеанския геосинклинален пояс, където са формирали нагънати планински съоръжения, съхранили се и в съвременната епоха (в Източна Азия, западните части на Северна и Южна Америка и отчасти в Средиземноморския пояс). В началото на юрата морските басейни били съсредоточени в Средиземноморския и Тихоокеанския геосинклинални пояси, а след това започнало постепенното разширяване на моретата. Към средата на късната юра трансгресията достигнала своя максимум, особено в Източноевропейската платформа. В Сибирската платформа моретата са заливали само нейната северна периферия, а в края на ранната и началото на средната юра и нейната източна част (Вилюйска синеклиза).
През периода започва формирането на падините на Атлантическия и Индийския океани, предизвикано от раздалечаването на континентите, в частност раздробяването на огромния континент Гондвана. С големите разломни зони (Източна Африка и Южна Америка) са свързани значителните проявления на наземен вулканизъм. В Южното полукълбо (Гондвана, Южноамериканска платформа) в течение на целия период се съхранили големи участъци от суша. Климатът е слабо диференциран, като в началото на юрата той е относително по-сух, а в средата на периода става много влажен. През горната юра вече отчетливо е изразена климатична зоналност.

## Органичен свят
В състава на наземната растителност преобладават голосеменните (гинкови, сагови, бенетитови и иглолистни), освен това бурно развитие имат разнообразни видове папрати, хвощове и др.
На сушата господстват рептилиите, представени от растителноядни (диплодок, стегозавър, бронтозавър) и хищници (цератозавър, алозавър), достигащи гигантски размери. Бурно развитие имат летящите гущери – птерозаври (рамфоринхи, птеродактили) и се появяват първите древни птици –археоптерикси (Първият скелет на археоптерикс е намерен в Германия две години след като Чарлз Дарвин публикува книгата си „Произход на видовете“ и става аргумент в полза на теорията на еволюцията). През този период съществуват и малки бозайници и се появяват първите пеперуди. В пресноводните басейни обитават мекотели, частично близки до съвременните. Някои от рептилиите (ихтиозаври, плезиозаври) обитават моретата, където съжителстват заедно с други костни риби. В моретата господстват безгръбначните, предимно мекотели: главоноги (амонити, белемнити), миди и коремоноги. Разнообразни и многочислени са коралите, иглокожите, членестоногите, радиолариите, фораминиферите.
- Брахиозавър
- Цератозавър
- Псевдотрибос

## Биогеографско райониране
Морската фауна и сухоземната флора в началото на юрата били сравнително еднородни. По-късно в моретата на Северното полукълбо в резултат от еволюцията на отделни групи и изменението на палеогеографската обстановка се обособяват Средиземноморската и Бореалната биогеографски области. Първата, отговаряща примерно на екваториалната зона се характеризира с присъствието на рифостроящи корали и други групи, свързани с органогенни постройки (варовикови водорасли, някои миди и коремоноги мекотели и др.). Тези групи отсъстват в по-северните ширини – в моретата на умерено топлата Бореална област. По-слабо отчетливо и във връзка със слабото развитие на морета в пределите на съвременните южни континенти и тяхното последващо преместване се обособява Антибореалната (Нотална) биогеографска област. Своеобразната фауна на басейните, свързани с Тихия океан, позволява да се обособи Тихоокеанската биогеографска област, характеризираща се със съчетание на средиземноморски, бореални и някои ендемични елементи. Разпределението на сухоземната растителност в още по-голяма степен, в сравнение с морската, отразява климатичната зоналност по това време.

## Полезни изкопаеми
С юрските наслаги са свързани 14% от световните запаси на въглища и около 15% от световните запаси на нефт. Най-големите въглищни басейни от този период са в Източен Сибир, Забайкалието, Далечния Изток, Балканския полуостров, Иран, Монголия, Китай, Корея и Австралия. Находища на нефт и газ са открити около Каспийско море, Северен Кавказ, Западен Сибир, Северна Америка, Близкия и Средния Изток. В плитководните юрски морета са се формирали оолитови железни руди (Лотарингия). С изветрителната кора по това време са свързани находищата на боксити, каолини, желязо, никел, някои от находищата на диаманти. В морските наслаги на Източноевропейската платформа през горната юра има находища на фосфорити и горящи шисти, а с лагунните наслаги в Южна Русия и САЩ са свързани соленоносните (хомогенни) пластове, сред които най-голямо значение имат готварската и калиеви соли. С процесите на магматизъм в Южна и Североизточна Русия и в западните части на Северна и Южна Америка са свързани образуваните находища на полиметални руди, редки и благородни метали.